# Tymbaki (Gemeindebezirk)
Tymbaki (griechisch Δημοτική Ενότητα Τυμπακίου) ist seit 1. Januar 2011 ein Gemeindebezirk in der Gemeinde Festos im Süden der griechischen Insel Kreta. Sitz ist die gleichnamige Stadt Tymbaki. Vor der Kallikratis-Reform war Tymbaki eine eigene Gemeinde.

## Geschichte

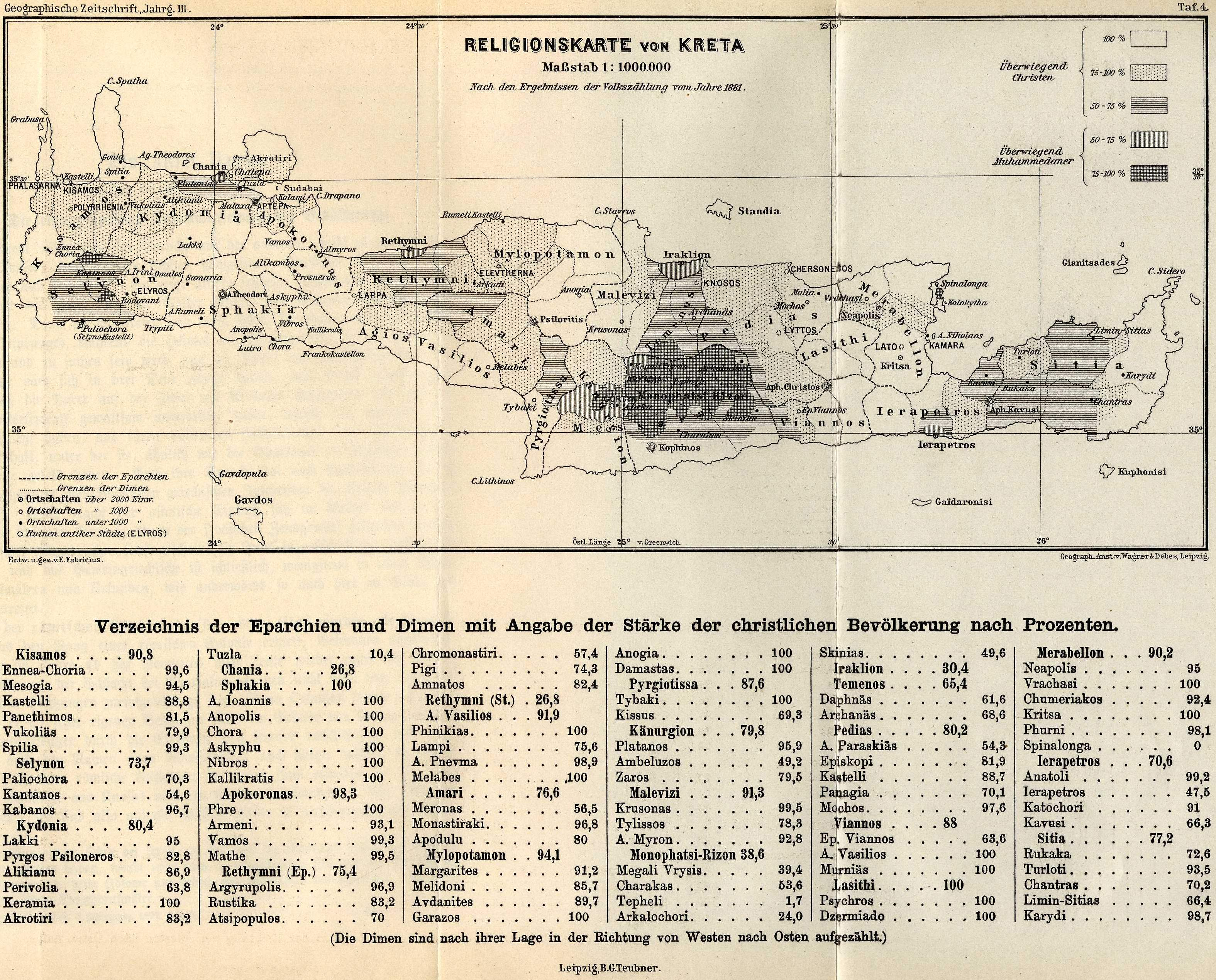
Ergebnisse der Volkszählung von 1881

Schon im 19. Jahrhundert gab es eine Eparchie Pyrgiotissa, deren Ausmaße etwa dem heutigen Gemeindebezirk Tymbaki entsprachen. Benannt war sie nach dem Turm von Pyrgiotissa (griechisch Πύργος της Πυργιώτισσας), auch Kastel-Priotissa genannt, der südlich von Tymbaki stand. Die Osmanen hatten mit dem Ziel, ganz Kreta zum Islam zu bekehren, Muslime aus der Türkei auf der Insel angesiedelt. Aus diesem Grund wurden regelmäßig Volkszählungen durchgeführt.

### Volkszählung von 1834
| Ort            | heutiger Name            | Christliche Familien | Muslimische Familien |
| -------------- | ------------------------ | -------------------- | -------------------- |
| Hághio Iánni   | Agios Ioannis            | 8                    | 3                    |
| Khamelári      | Kamilari                 | 30                   | 0                    |
| Itsídhia       | Pitsidia                 | 30                   | 0                    |
| Síva           | Siva                     | 22                   | 0                    |
| Kalývia        | Kalyvia                  | 0                    | 15                   |
| Vórus          | Vori                     | 25                   | 5                    |
| Phaneroméne    | Faneromeni               | 10                   | 10                   |
| Kissús         | Kissi                    | 0                    | 14                   |
| Kalokhorafí    | Kalochorafitis           | 4                    | 4                    |
| Megarikhári    | Megarikari               | 25                   | 2                    |
| Gligoriá       | Grigoria                 | 3                    | 18                   |
| Temenéli       | gibt es heute nicht mehr | 0                    | 5                    |
| Kamáres        | Kamares                  | 8                    | 8                    |
| Lagolió        | Lagolio                  | 2                    | 4                    |
| Dibáki         | Tymbaki                  | 95                   | 3                    |
| Hághia Triádha | Agia Triada              | 6                    | 0                    |
| Summe          |                          | 268                  | 91                   |

## Gliederung
Zum Gemeindebezirk, der genau der ehemaligen Gemeinde Tymbaki entspricht gehören 11 Ortschaften:
- Ortschaft Faneromeni - 628
  - Faneromeni - 464
  - Kalyvia - 21
  - Kloster Kalyvia - 143
- Ortschaft Grigoria - 173
  - Grigoria - 173
- Ortschaft Kamares - 331
  - Kamares - 331
- Ortschaft Kamilari - 550
  - Agios Ioannis - 65
  - Kalamaki - 106
  - Kamilari - 379
- Ortschaft Klima - 250
  - Ellinas - 15
  - Klima - 235
- Ortschaft Lagolio - 54
  - Lagolio - 54
- Ortschaft Magarikari - 435
  - Kalochorafitis - 92
  - Kissi - 48
  - Magarikari - 295
- Ortschaft Pitsidia - 781
  - Matala - 67
  - Neo Kalamaki - 27
  - Pitsidia - 666
- Ortschaft Sivas - 426
  - Sivas - 426
- Ortschaft Tymbaki – 5.746
  - Afrathias - 35
  - Kokkinos Pyrgos - 426
  - Tymbaki - 5.007
- Ortschaft Vori - 726
  - Vori - 726